# Chus Fernández
Jesús María Fernández Suárez (Lugo de Llanera, 1974) es un escritor español.

## Biografía
Tras una beca de dos años como becario de creación en la Residencia de Estudiantes de Madrid, disfrutó de otra de creación artística en Barcelona que le concedió Cajastur.
En su faceta como escritor, Chus fue editor del fanzine “Material de desecho” además de colaborar en diversas publicaciones como La Nueva España, Solaria, Lununa y Pretextos o con grupos como Las Nurses, Pingüino y No podrás soportarlo como letrista. 
También coordinó el Club de Lectura en  diversas Bibliotecas municipales asturianas.
Desde 2015 forma parte del consejo editorial de Ediciones Malasangre, formada por seis escritores asturianos.

## Obras
- Los tiempos que corren (Trabe, 2002)
- Defensa personal (Castalia, 2003)
- Paracaidistas  (Trea, 2011)
- Sin música  (Caballo de Troya, 2015)

## Premios
- Premio Asturias Joven 2001 – Los tiempos que corren (Trabe, 2002)
- Premio Tiflos de Novela 2002 – Defensa personal (Castalia, 2003)
- Finalista Tigre Juan de Novela 2015 - Sin música  (Caballo de Troya, 2015)